# Wienerberger

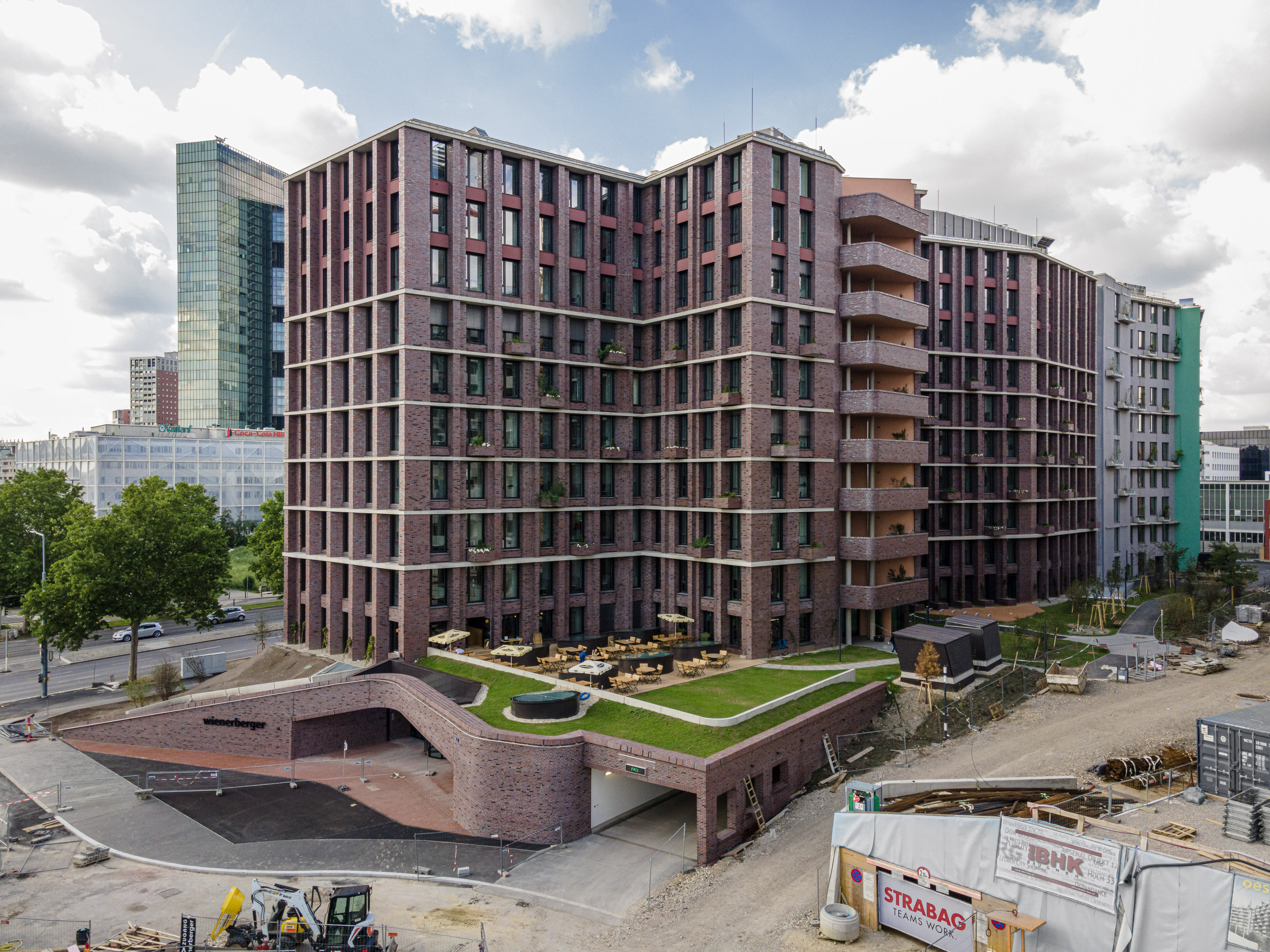
Konzernzentrale der Wienerberger AG am Wienerberg in Wien-Favoriten

Die Wienerberger AG ist ein Ziegelproduzent mit über 200 Werken in 28 Ländern. Die Konzernzentrale des Unternehmens befindet sich in Wien. Im Jahr 2024 waren weltweit mehr als 20.000 Mitarbeiter beschäftigt. Das Unternehmen ist Teil des Austrian Traded Index.

## Geschichte
Das Unternehmen wurde 1819 von Alois Miesbach (1791–1857) in Wien gegründet. Basis waren die reichen Vorkommen an tonhaltigen Lehmen am Südrand von Wien (Raum Wienerberg). Auf dem geschichtsträchtigen Boden wurden von Miesbach im Jahr 1841 zahlreiche Meilensteine aus dem Römischen Reich aus der Zeit des zweiten und dritten Jahrhunderts gefunden. Die Funde befinden sich im Kunsthistorischen Museum.
Nach dessen Tod im Jahr 1857 wurde das Unternehmen von seinem Neffen Heinrich von Drasche-Wartinberg übernommen und auf einen Mitarbeiterstand von knapp 10.000 gebracht. Die Arbeitsbedingungen in den Ziegelgruben waren branchenüblich schlecht und hatten sich 1869 nach dem Börsengang des Unternehmens weiter verschlechtert. Die meist aus Böhmen und Mähren stammenden Lohnarbeiter („Ziegelböhm“) mussten im Schnitt 15 Stunden täglich arbeiten, Wochenende oder arbeitsfreie Tage gab es nicht. Der Lohn wurde überdies meist nicht in Geld, sondern in Blechmarken ausbezahlt (Trucksystem; „truck“ bedeutet Tausch bzw. Tauschhandel), die nur in den betriebseigenen Kantinen eingelöst werden konnten. Diese Zustände griff der junge Arzt und Journalist Victor Adler in seinen sozialkritischen Reportagen auf, die eine Entwicklung einleiteten, die Victor Adler 1888 zum Parteivorsitzenden der Sozialdemokratischen Arbeiterpartei (SDAP) und erfolgreichen Sozialreformer werden ließen. Bei den Ziegelwerken brachte sie zunächst die Abschaffung des seit 1885 ungesetzlichen Trucksystems und nach dem Ziegelarbeiterstreik des Jahres 1895 weitere soziale Reformen.
Die Gesellschaft konnte vom großen Bauboom der Gründerzeit profitieren und schüttete im Jahr 1887 insgesamt 490.000 Gulden an Dividende aus, was einem Gewinnanteil von 12 Prozent entsprach. Auch in Kroatien, Ungarn und Böhmen hatte die Firma Werke, die sie aber infolge der Niederlage Österreich-Ungarns im Ersten Weltkrieg im Jahr 1918 verlor. Gegen Ende des Zweiten Weltkrieges wurden 1945 große Teile der Erzeugungsstätten bei Wien durch Bombenangriffe zerstört.
Schwierige Zeiten nach Kriegsende und der erfolgreiche Vormarsch des Baustoffes Beton erforderte eine Expansion auch in diesem Bereich. Der Bedarf an Baumaterialien zur Sanierung der Kriegsschäden brachte nach dem Krieg einen erneuten Aufschwung.

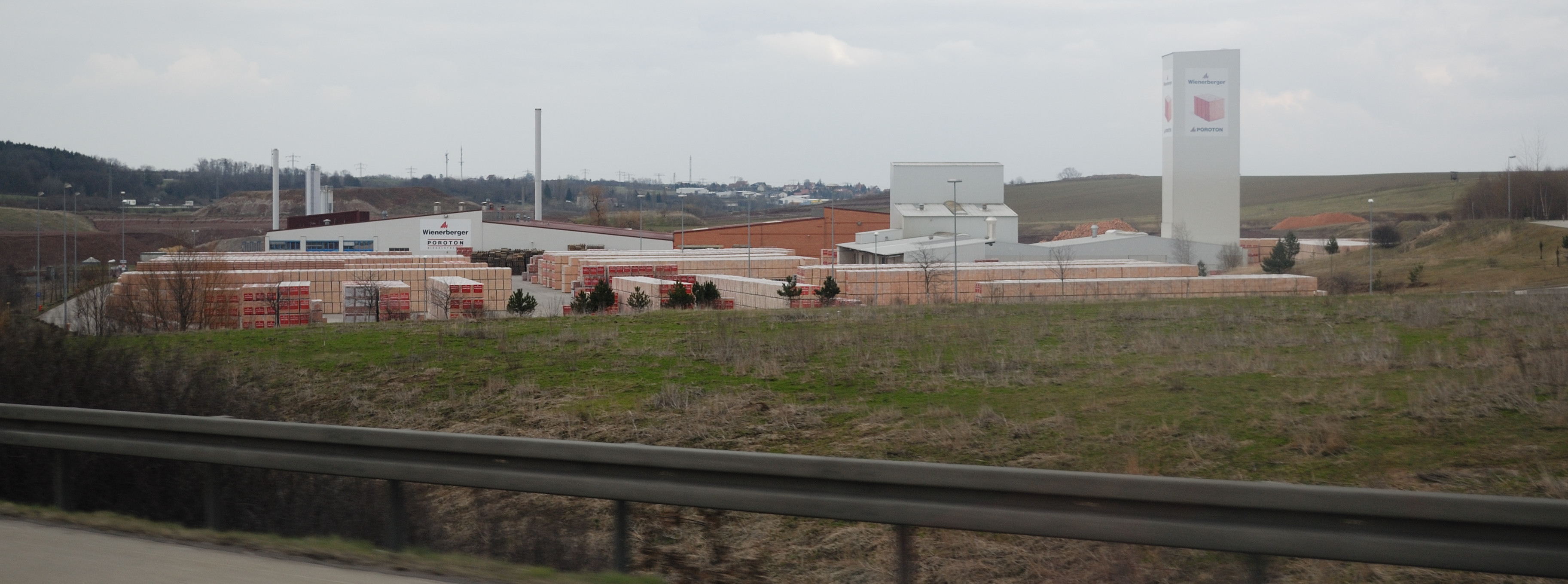
Blick von der A9 auf das Werk in Eisenberg

Im Jahr 1969 erhielt das Unternehmen die Staatliche Auszeichnung und damit das Recht zur Führung des Bundeswappens im Geschäftsverkehr.
Im Jahr 1986 begann die Wienerberger AG unter der Leitung von Erhard Schaschl, Wolfgang Reithofer und Paul Tanos internationale Standorte aufzubauen und übernahm zuerst deutsche Hersteller, so die Firma Oltmanns aus Jeddeloh I, den bis dahin europaweit führenden Hersteller von Porotonziegeln. 1990 baute sie auch sofort nach der Ostöffnung ihre Standbeine in den ehemals Ostblock-Ländern aus (1990 Ungarn).
Nach weiteren Übernahmen (1996: Terca/Benelux, 1999: General Shale/USA, ZZ Wancor/Schweiz, Mabo/Skandinavien, 2000: Cherokee Sanford/USA, 2001: Optiroc/Nordeuropa, 2002: Hanson plc/Europa, 2003: Koramic Roofing, 2005/2006: die drei deutschen Dachziegelwerke F. v. Müller, Bayerische Dachziegelwerke Bogen und Jungmeier) entwickelt sich der Konzern Anfang der 2000er Jahre zum Weltmarktführer auf dem Ziegelsektor und der Nummer zwei bei Dachziegeln.
In Folge der weltweiten Wirtschafts- und Finanzkrise 2008/2009 begann Wienerberger ein umfassendes Restrukturierungsprogramm. Dabei wurden Produktionskapazitäten reduziert, Kosten in Verwaltung und Vertrieb gesenkt sowie Investitionen auf ein Minimum zurückgefahren, um die Liquidität zu sichern und die Nettoverschuldung zu reduzieren.

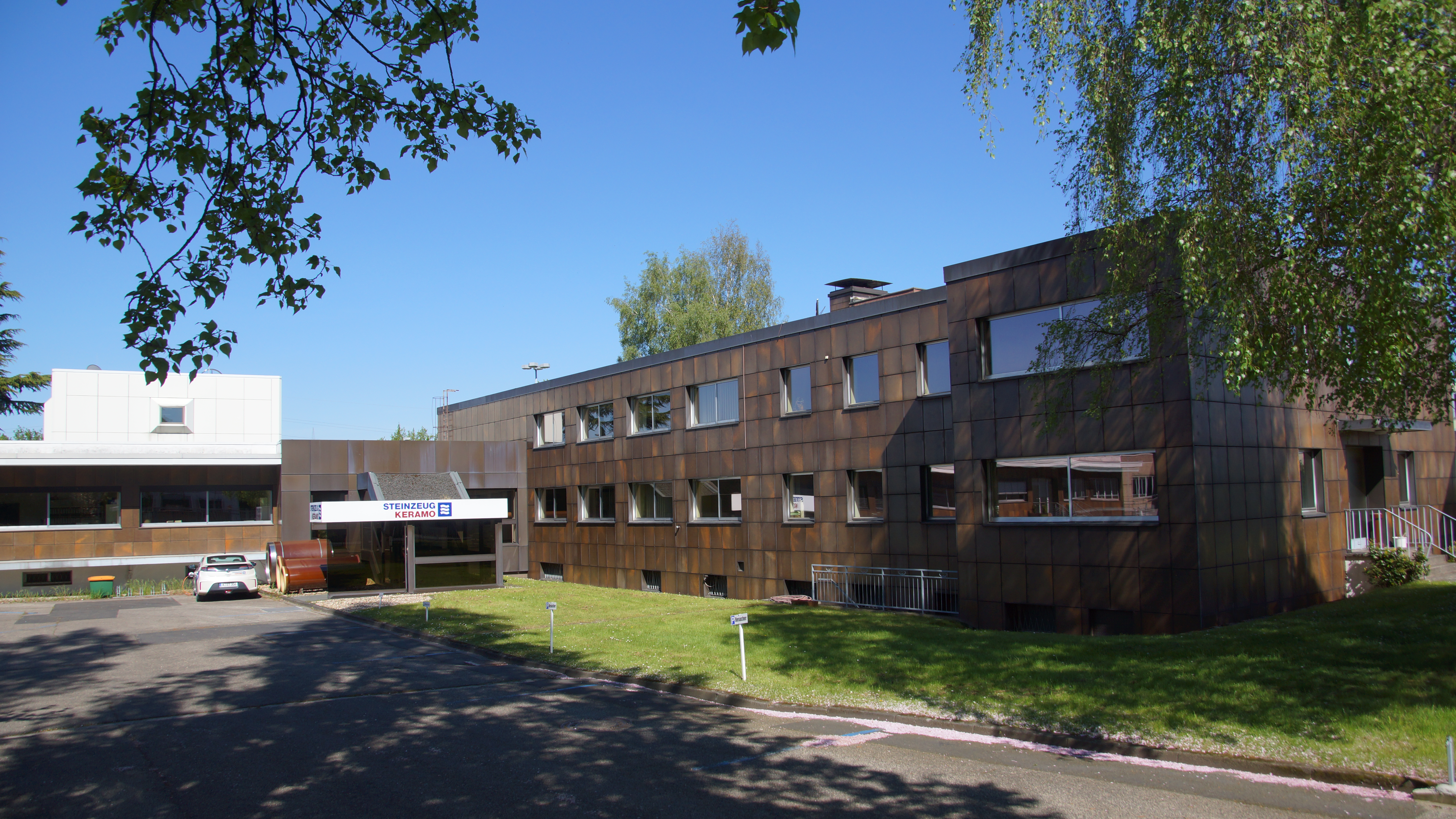
Steinzeug-Keramo in Frechen

Ab 2010 nahm Wienerberger Bau- und Infrastrukturlösungen in sein Angebot auf. Erster Schritt war 2010 die 100 % Übernahme von Steinzeug-Keramo, Hersteller von keramischen Abwasserrohrsystemen, als Ergänzung zum 50/50-Joint-Venture Pipelife (Kunststoffrohre). 2010 wurden zudem 100 % von Semmelrock, österreichischer Produzent von Betonpflastersteinen mit Fokus Osteuropa, zur Stärkung des Geschäftsbereiches Flächenbefestigungen übernommen.
2011 baute Wienerberger seine Beteiligung an Tondach Gleinstätten auf 50 % aus, indem Wienerberger 25 % der Tondach-Anteile von Monier übernahm und im Gegenzug alle Anteile am Betondachsteingeschäft (Bramac) an Monier übergab. Damit stärkte Wienerberger seine Position im Tondachziegelbereich (Koramic in Westeuropa und Tondach in Osteuropa).
2012 folgte die Akquisition der restlichen Anteile des Kunststoffrohrherstellers Pipelife, ein weiteres Maßnahmenpaket zur Kostensenkung (Dauer 2012–2014) und 2014 schließlich die mehrheitliche Übernahme von Tondach Gleinstätten.
Am 26. September 2017 wurde bekanntgegeben, dass Wienerberger das in St. Andrä in Kärnten ansässige Ziegelwerk Brenner inklusive den Mitarbeitern übernehmen wird.
Im Jänner 2020 wurde die Konzernzentrale in den Neubau „The Brick“ am Wienerberg in Wien-Favoriten verlegt. Das Gebäude erhielt 2021 den ÖGNI-Kristall-Award, die höchste Auszeichnung der Österreichischen Gesellschaft für Nachhaltige Immobilienwirtschaft. Die Werke in Russland wurden nach 2022 verkauft.
Im Jahr 2024 schloss Wienerberger den Kauf des französischen Ziegelherstellers Terreal ab und baute damit seine Präsenz in ganz Europa erheblich aus und wurde Eigentümer von Creaton und Ludowici Roof Tile. Etwa zur gleichen Zeit schloss General Shale den Kauf von Summitville Tile, einem Hersteller von Bodenfliesen und Vormauerziegeln aus Ohio, ab.

## Umsatzentwicklung
Die tabellarische Entwicklung des Umsatzes, jeweils in Millionen Euro.
| Jahr | Umsatz  | EBITDA  | EBIT   |  |
| 2003 | 1.826,9 | 349,9   | 190,2  |  |
| 2004 | 1.758,8 | 405,4   | 257,5  |  |
| 2005 | 1.954,6 | 428,4   | 270,3  |  |
| 2006 | 2.225,0 | 471,9   | 299,6  |  |
| 2007 | 2.447,3 | 551,2   | 353,1  |  |
| 2008 | 2.431,4 | 440,1   | 239,8  |  |
| 2009 | 1.816,9 | 208,6   | 19,0   |  |
| 2010 | 1.663,6 | 198,3   | 4,6    |  |
| 2011 | 1.915,4 | 240,4   | 37,5   |  |
| 2012 | 2.355,5 | 216,7   | −21,7  |  |
| 2013 | 2.662,9 | 275,9   | 64,7   |  |
| 2014 | 2.834,5 | 317,2   | −165,1 |  |
| 2015 | 2.972,4 | 369,7   | 163,1  |  |
| 2016 | 2.973,8 | 404,3   | 190,6  |  |
| 2017 | 3.119,7 | 415,0   | 178,7  |  |
| 2018 | 3.305,1 | 442,6   | 239,8  |  |
| 2019 | 3.466,3 | 610,0   | 362,7  |  |
| 2020 | 3.466,3 | 558,0   | 192,5  |  |
| 2021 | 3.971,3 | 694,3   | 420,4  |  |
| 2022 | 4.976,7 | 1.026,2 | 721,2  |  |
| 2023 | 4.224,3 | 783,3   | 477,3  |  |
| 2024 | 4.512,7 | 706,6   | 294,1  |  |

## Architekturpreis
Im Jahr 2004 hat Wienerberger den Architekturpreis Brick Award ins Leben gerufen, der alle zwei Jahre vergeben wird. Der Wienerberger Brick Award 2026 ist mit insgesamt 27.000 Euro dotiert.

## Film
- 2019: Erbe Österreich: Er baute die Wiener Ringstraße – Der Ziegelbaron Heinrich Drasche und die Wienerberger, Regie: Gustav Trampisch, 45 Minuten, Erstausstrahlung auf ORF III